# Acroporium laevifolium
Acroporium laevifolium là một loài Rêu trong họ Sematophyllaceae. Loài này được (Renauld) Broth. mô tả khoa học đầu tiên năm 1925.